# Aurel Cornea

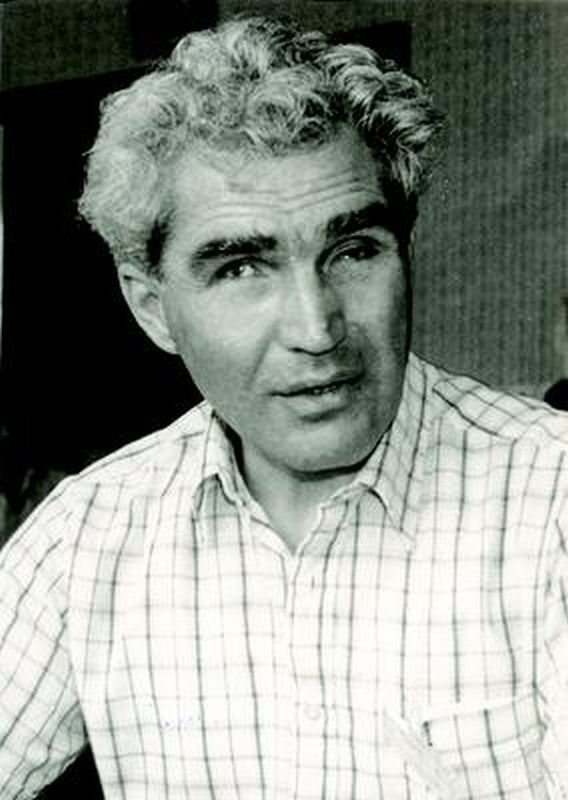
Aurel Cornea 1987

Aurel Cornea  (* 6. Juli 1933 in Veneția de Jos bei  Brașov; † 3. September 2005) war ein rumänischer Mathematiker, der sich mit Analysis und vor allem mit Potentialtheorie befasste.
Cornea besuchte die Schule in Budapest und erblindete mit 15 Jahren bei einem chemischen Experiment. Er studierte Mathematik an der Universität Bukarest, wo er promoviert wurde und sich habilitierte. Er lehrte dort 1955 bis 1978 und war am Mathematischen Institut der Rumänischen Akademie der Wissenschaften. Bei Gelegenheit des Besuchs des Internationalen Mathematikerkongress in Helsinki 1978 emigrierte er nach Nordamerika. Er war Gastprofessor an der McGill University, der Universität Montreal und der University of Illinois at Urbana-Champaign und danach Gastprofessor an der Universität in Frankfurt am Main. Ab 1980 war er Professor für Mathematik an der Katholischen Universität Eichstätt (einer der ersten Mathematikprofessoren an dieser Universität). 1999 wurde er emeritiert und nahm Gastprofessuren in Bukarest wahr. Er starb bei einem Verkehrsunfall.
Zwischen 1968 und 1970 war er Gastprofessor in Erlangen und Paris und er war auch Gastprofessor in Osaka.
2002 wurde er Ehrendoktor der Universität Bukarest. 2003 erhielt er den rumänischen Orden Serviciul Credincios im Kommandeursrang.

## Schriften
- mit Corneliu Constantinescu: Ideale Ränder Riemannscher Flächen, Ergebnisse der Mathematik und ihrer Grenzgebiete, Springer 1963
- mit Corneliu Constantinescu: Potential Theory on Harmonic Spaces, Grundlehren der mathematischen Wissenschaften 158, Springer 1972
- mit Gabriela Licea: Order and Potential Resolvent Families of Kernels, Lecture Notes in Mathematics 494, Springer 1975
- mit  Nicu Boboc; Gheorghe Bucur: Order and convexity in potential theory: H-cones, Lecture Notes in Mathematics 853, Springer 1981